# Fundamentos de las ciencias sociales
Los fundamentos de las ciencias sociales son de dos tipos: metodológicos y conceptuales. Los primeros se refieren al método utilizado para la realización de las distintas ramas de las ciencias sociales mientras que los conceptuales atañen a aquellos aspectos básicos de la naturaleza humana que pueden ser utilizados como puntos de partida en toda descripción que involucre al hombre y a su comportamiento social.

## Controversias metodológicas
No existe uniformidad de opiniones respecto de la metodología que las ciencias sociales deberían adoptar. Mario Bunge escribió: “Una de las más fundamentales, interesantes y persistentes controversias filosóficas en la metateoría de las ciencias sociales concierne a la distinción entre naturaleza y sociedad y la correspondiente divisoria ciencias naturales/ciencias sociales. Esta controversia es filosófica porque se refiere a categorías generales y afecta con ello a todas las ciencias sociales. Y es fundamental porque la mismísima estrategia de la investigación social depende de la postura que se asuma en ella”.
“Las respuestas tradicionales a la cuestión de la naturaleza de la sociedad y las ciencias sociales son el naturalismo social y el idealismo. De acuerdo con el primero, la sociedad es parte de la naturaleza, mientras el segundo sostiene que flota por encima de ésta por ser más espiritual que material. La primera respuesta implica que los estudios sociales se incluyan dentro de las ciencias naturales, en tanto la segunda hace que pertenezcan a las humanidades”.

### Las distintas orientaciones
Tanto entre los que se dedican al estudio de lo humano y de lo social como entre los epistemólogos que se ocupan del conocimiento producido por aquellos, pueden reconocerse tres enfoques totalmente diferentes:
- El enfoque naturalista: es el enfoque dominante en la actualidad, especialmente en el mundo anglosajón, si bien puede considerarse heredero de la tradición social francesa expresada por pensadores como Auguste Comte y Emile Durkheim. Lo que caracteriza a esta corriente es la admiración ante los avances producidos en el seno de las ciencias naturales y formales, y la creencia concomitante sobre el valor e importancia que la emulación de tales logros podría conllevar para las ciencias humanas y sociales.
- El enfoque interpretativo: aquí nos encontramos con un conglomerado de posiciones y autores, quienes se autodenominan “comprensivistas”, como el filósofo alemán Wilhelm Dilthey. Proponen una comprensión de la acción humana a través de un análisis de motivaciones y, finalmente, quienes atienden a lo que en filosofía británica del lenguaje ordinario se denomina “razones”, en oposición a la búsqueda de causas de los naturalistas.
- La escuela crítica: está vinculada a una serie de trabajos de la escuela marxista francesa. Las características distintivas que conciernen al entendimiento de por qué el científico produce determinada clase de ciencia y por qué, a su vez, el epistemólogo propone análisis de cierto tipo. Los factores que aquí interesan son la ideología, las fuerzas sociales, las presiones comunitarias o políticas, además de las motivaciones, aunque no en un sentido psicológico sino ideológico en conexión con la defensa de intereses sociales y posiciones políticas particulares. En este caso, la preocupación fundamental es entender cómo se relaciona la investigación que se está llevando a cabo con el estado político de la sociedad en ese momento y con la estructura social dominante.[2]

## Problemas metodológicos de las ciencias sociales
El estudio de la sociedad humana y de la conducta humana moldeada por las instituciones sociales ha sido cultivado hace tanto tiempo como la investigación de los fenómenos físicos y biológicos. Sin embargo, buena parte de la “teoría social” que ha surgido de ese estudio, en el pasado tanto como en el presente, es filosofía social y moral más que ciencia social.
En ningún dominio de la investigación social se ha establecido un cuerpo de leyes generales comparable con las teorías sobresalientes en las ciencias naturales en cuanto a poder explicativo o a capacidad de brindar predicciones precisas y confiables. Es cierto, por supuesto que, bajo la inspiración de las impresionantes realizaciones teóricas de la ciencia natural, se han construido repetidamente vastos sistemas de “física social”. 
Sin embargo, estas ambiciosas construcciones son el producto de nociones dudosamente apropiadas de lo que constituye un sólido procedimiento científico y, si bien algunas de ellas siguen teniendo adherentes ninguna resiste un análisis cuidadoso.
Muchos de estos sistemas son teorías de “un solo factor” o de la “causa clave”. Identifican alguna “variable” –como el medio geográfico, la dote biológica, la organización económica o la creencia religiosa, para mencionar solamente algunas- en términos de la cual deben comprenderse los ordenamientos institucionales y el desarrollo de las sociedades.
En resumen, las ciencias sociales no poseen en la actualidad sistemas explicativos de vasto alcance considerados satisfactorios por la mayoría de los estudiosos profesionalmente competentes y se caracterizan por los serios desacuerdos tanto sobre cuestiones metodológicas como sobre cuestiones de contenido. En consecuencia, se ha puesto en duda repetidamente la conveniencia de considerar a cualquier rama actual de la investigación social como una “verdadera ciencia”, habitualmente sobre la base de que, si bien tales investigaciones han brindado gran cantidad de información frecuentemente confiable acerca de temas sociales, estas contribuciones son principalmente estudios descriptivos de hechos sociales especiales correspondientes a grupos humanos de determinada ubicación histórica, pero no suministran leyes estrictamente universales acerca de fenómenos sociales. Algunos de los aspectos aducidos para justificar la ausencia de leyes o modelos universales en ciencias sociales son:
- Historicidad o falta de estacionariedad, a medida que las sociedades humanas han ganado en complejidad ciertos fenómenos de interacción entre individuos podría haberse visto afectados de manera diferente, es posible que la formación de la opinión pública en sociedades sin mass media sea diferente del proceso en las sociedades modernas. Es posible que sociedades paleolíticas formadas por centenares de individuos conectados exhiban propiedades diferentes de sociedades donde millones de personas están conectadas y donde algunos individuos pueden entrar en contacto con miles de individuos.
- Autointeracción muchos ámbitos de estudio de las ciencias sociales, exhiben una la propiedad de que el conocimiento de los individuos de ciertos procesos sociales pueden inferir en su conducta futura, produciendo un acoplamiento o autointeracción que da lugar a efectos no lineales que hacen al sistema intrínsecamente más complejo que los sistemas sin esta autointeracción.
- Imposibilidad experimental, se ha citado ampliamente que en ciencias sociales o bien no es ético o bien es posible llevar a cabo experimentos cuidadosos que aíslen ciertos factores o variables. Si bien, existen ciencias naturales como la astronomía donde no es posible realizar experimentos dado el tamaño de los objetos involucrados y, por tanto, la imposibilidad de los experimentos no impide por completo el desarrollo científico, es cierto, que en muchos ámbitos de las ciencias sociales la incapacidad de experimentar ha supuesto una dificultad a su avance.

## La secuencia del método científico
Podemos mencionar los pasos de la investigación científica enunciados por Mario Bunge y que se aplican tanto en las ciencias naturales como en las ciencias sociales:
1. Enunciar preguntas bien formuladas y verosímilmente fecundas.
2. Arbitrar conjeturas, fundadas y contrastables con la experiencia, para contestar a las preguntas.
3. Derivar consecuencias lógicas de las conjeturas.
4. Arbitrar técnicas para someter las conjeturas a contrastación.
5. Someter a su vez a contrastación esas técnicas para comprobar su relevancia y la fe que merecen.
6. Llevar a cabo la contrastación e interpretar sus resultados.
7. Estimar la pretensión de verdad de las conjeturas y la fidelidad de las técnicas.
8. Determinar los dominios en los cuales valen las conjeturas y las técnicas, y formular los nuevos problemas originados por la investigación.[4]

Obviamente en muchos sistemas sociales, no es posible someter cualquier tipo de conjetura a constrastación, ya que uno no puede observar qué sucede en presencia de ciertos factores y al mismo tiempo la ausnecia de los mismos factores.

## Conceptos unificadores en Ciencias sociales

### Maisonneueve
Entre los fundamentos conceptuales unificadores de las ciencias sociales podemos mencionar al vínculo tangible entre individuo y sociedad, tal el concepto de actitud. Jean Maisonneuve escribió:

“La aparición del concepto de actitud significa un progreso muy importante, porque la actitud, intermediaria entre el plano psicológico y el plano social, traduce la posición de un individuo, miembro de un grupo, frente a un problema colectivo. Por ejemplo, la actitud de Juan o Pedro en su familia, en un juego, o en una reunión política, expresa a la vez una reacción frente a ciertos hechos sociales determinados, y la intención de asumir cierta determinación, cierto rol”.

“Pero la actitud es también un concepto colectivo: podemos considerar las actitudes de un grupo frente a otro, de un público frente a una obra de teatro o una película; de un partido o de un sindicato frente a algún problema nacional o internacional. Bajo el aspecto verbal de la opinión, se presta a encuestas y a manipulaciones estadísticas que debían muy pronto alcanzar enorme desarrollo”.

“Las ventajas de una noción como la de actitud son múltiples; en primer lugar, libera a los investigadores de controversias entre escuelas sobre problemas tan trillados como los de individuo-sociedad, naturaleza-educación; en segundo lugar, gana en significación concreta, puesto que permite precisar a la vez los individuos estudiados y las situaciones y ambientes en los que se los considera. Por último, al mismo tiempo que es susceptible de un tratamiento cuantitativo simple, la actitud presenta un contenido cualitativo y significativo”.

### Los sistemas complejos adaptativos
En los últimos años ha aparecido un concepto unificador que tiende a desempeñar un papel importante como vínculo entre las distintas ciencias naturales y sociales y es el de sistema adaptativo complejo. Murray Gell-Mann escribió:

“La investigación en las ciencias de la complejidad, no sólo intenta desentrañar el significado de lo simple y lo complejo, sino también las semejanzas y diferencias entre los sistemas complejos adaptativos implicados en procesos tan diversos como el origen de la vida, la evolución biológica, la dinámica de los ecosistemas, el sistema inmunitario de los mamíferos, el aprendizaje y los procesos mentales de los animales (incluido el hombre), la evolución de las sociedades humanas, el comportamiento de los inversores en los mercados financieros y el empleo de programas y/o equipos informáticos diseñados para desarrollar estrategias o hacer predicciones basadas en observaciones previas”.

 “Lo que tienen en común todos estos procesos es la existencia de un sistema complejo adaptativo que adquiere información acerca tanto de su entorno como de la interacción entre el propio sistema y dicho entorno, identificando regularidades, condensándolas en una especie de «esquema» o modelo y actuando en el mundo real sobre la base de dicho esquema. En cada caso hay diversos esquemas en competencia, y los resultados de la acción en el mundo real influyen de modo retroactivo en dicha competencia”.

### Matemáticas en ciencias sociales
En las ciencias sociales debido en general al menor grado de formalización o consenso sobre los axiomas básicos sobre los que desarrollar algunas de las disciplinas, el uso de las matemáticas suele ser menos intenso que en las ciencias naturales.
Frecuentemente en ciencias sociales se desarrollan modelos ad hoc, particulares y enfocados a la resolución de problemas concretos, y no tanto al desarrollo de una teoría coherente y que abarque muchos aspectos interrelacionados. En esa situación, las dos áreas de las matemáticas más ampliamente usadas son la estadística y la modelización matemática para reproducir cuantitativamente algunos aspectos particulares del problema estudiado. En menor medida se ha empezado a usar la simulación numérica.